# Museo del Botijo (Toral de los Guzmanes)
El Museo del Botijo está actualmente instalado en el castillo-palacio de los Guzmanes, en la localidad leonesa de Toral de los Guzmanes. Está considerada la mayor colección de botijos existente en el mundo, cerca de dos mil cuatrocientas piezas expuestas, de distintas épocas y alfarerías españolas. La colección es propiedad de Jesús Gil-Gibernau.

## Historia de la colección
Gil-Gibernau, abogado de profesión y residente en Navarrete (La Rioja), comenzó a reunir las primeras piezas de la colección en 1991. En su mayoría son adquisiciones, aunque también hay series regaladas a raíz de la puesta en marcha del museo en Toral de los Guzmanes, donde puede verse una lista de donantes.
Reunidas originalmente viajando a los más recónditos alfares españoles, desde hace años realiza sus compras a través de la red. Por este sistema consiguió, como relata el coleccionista entre sus anécdotas favoritas, un Naranjito botijo que fue comprado originalmente por unos turistas ingleses. Una  variedad de recuperación del patrimonio on line.
En 2007 la colección alcanzaba un valor estimado de 360.000 euros.
En su edición de 2008, el Libro Guinness de los récords concedió a  Jesús Gil-Gilbernau el récord a la mayor colección mundial de botijos, con 2000 ejemplares (el más antiguo datado hacia 1750), cifra que posteriormente ha ido engrosando.

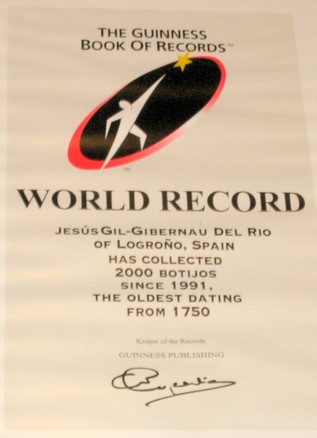

## Exposición
Se trata de una colección de botijos españoles, con amplia representación de ejemplares de uso funcional como los populares botijos de verano de arcilla blanca o roja sin esmaltar. 
Entre las variedades esmaltadas, con un catálogo de colores, tamaños, formas y decoración que llega a rozar lo insólito pero que siempre cumple con la ley de los tres elementos indispensables en un botijo: boca para llenarlo, pitorro para beber y el asa, hay:
- una amplia representación de botijos de trampa (con varios pitorros).
- una serie con formas zoomorfas y antropomorfas de estilo precolombino pero fabricadas en Úbeda (Jaén).
- una valiosa colección de figuras de cerámica de Manises (Valencia), piezas ornamentales hechas con moldes de escayola.
- los complicados e imaginativos pavos reales charros.
- más de cincuenta piezas en las que la vid está presente en el botijo.

El museo muestra también algunos botijos de cristal o botijos de ricos, en su mayoría de Barcelona y Mallorca, usados en el siglo XIX como vajilla de mesa, así como curiosos botijos de madera y metal, corcho y metal o tan solo corcho, como un ceremonial botijo de novia de 1900, hecho en Higuera de la Sierra (Huelva).